# Cheumatopsyche nathanbanksi
Cheumatopsyche nathanbanksi är en nattsländeart som beskrevs av Wolfram Mey 1998. Cheumatopsyche nathanbanksi ingår i släktet Cheumatopsyche och familjen ryssjenattsländor. Inga underarter finns listade i Catalogue of Life.